# Temaukel
Temaukel är ett preexistent andeväsen i mytologin hos Onaindianerna i Eldslandet i södra Chile. 
Temaukel är den som upprätthåller ordning i naturen och samhället. Han sägs också beskydda människorna.